# Route nationale 50 (Luxemburg)
Die Route nationale 50 oder kurz N50 ist eine recht kurze, aber sehr stark befahrene luxemburgische Nationalstraße, die vollständig innerhalb der Stadt Luxemburg (Stadtteile Oberstadt und Gare) verläuft.
An der Kreuzung Place de Bruxelles (im Volksmund auch Pôle Nord genannt) beginnt die N50 (Übergang aus ,, ) als Boulevard F.D. Roosevelt.
Im weiteren Verlauf über den Viadukt Passerelle (alte Brücke) verläuft sie als Avenue de la Gare (auch Al Avenue genannt) bis kurz vor den Bahnhof Luxemburg, wo die N50 nahtlos in die N3 (Avenue de la Liberté oder auch Nei Avenue) übergeht.
Die N50 ist 1,3 km kurz und gehört zum Réseau du territoire de la ville de Luxembourg.
Auf verschiedenen GPS-Karten wird sie als N3 betitelt, aber seit der Widmung mittels Gesetz vom 22. Dezember 1995 hat sie offiziell die Bezeichnung N50.

## Bilder

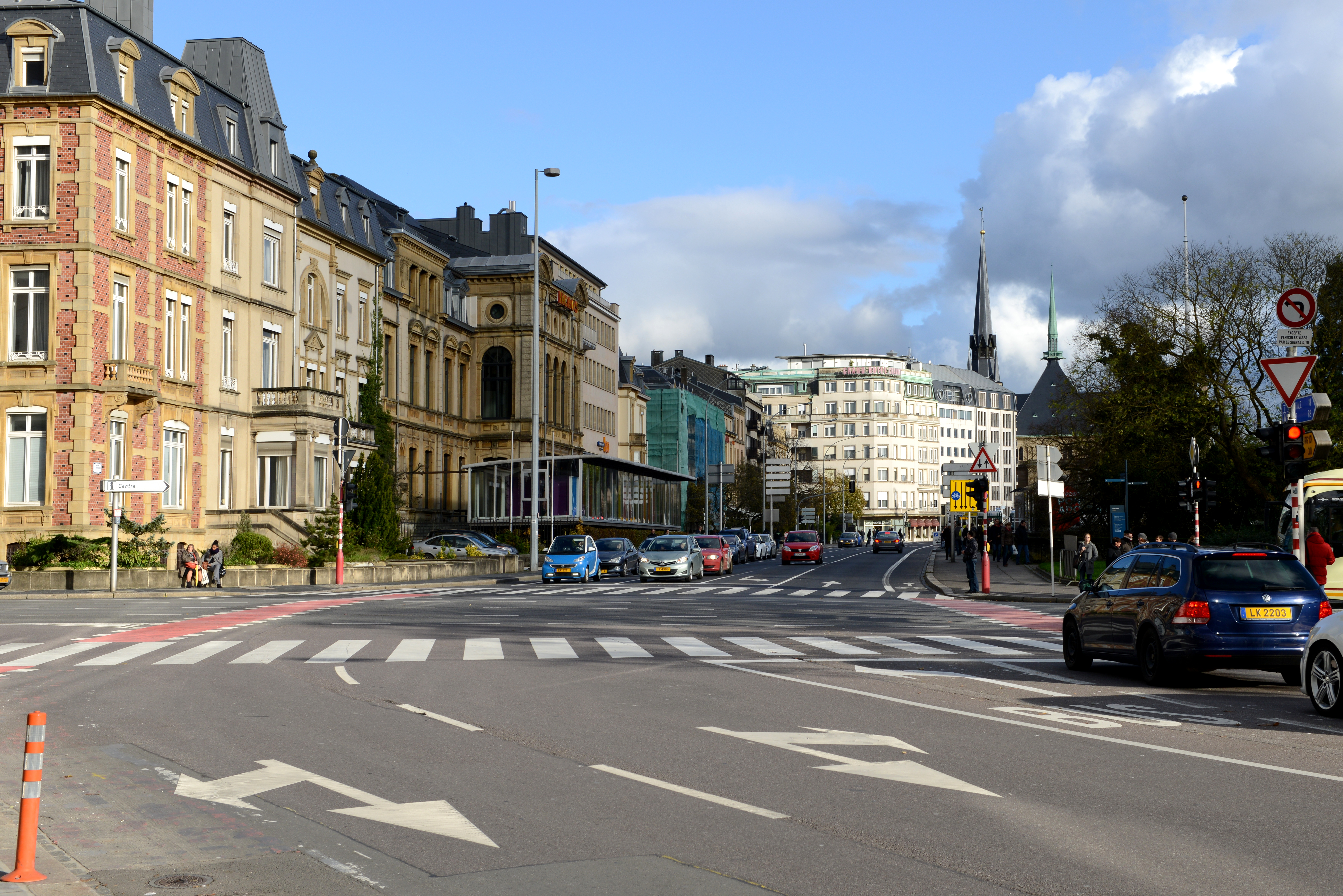
Der Übergang der N2, N4, N7 in die N50 am Place de Bruxelles
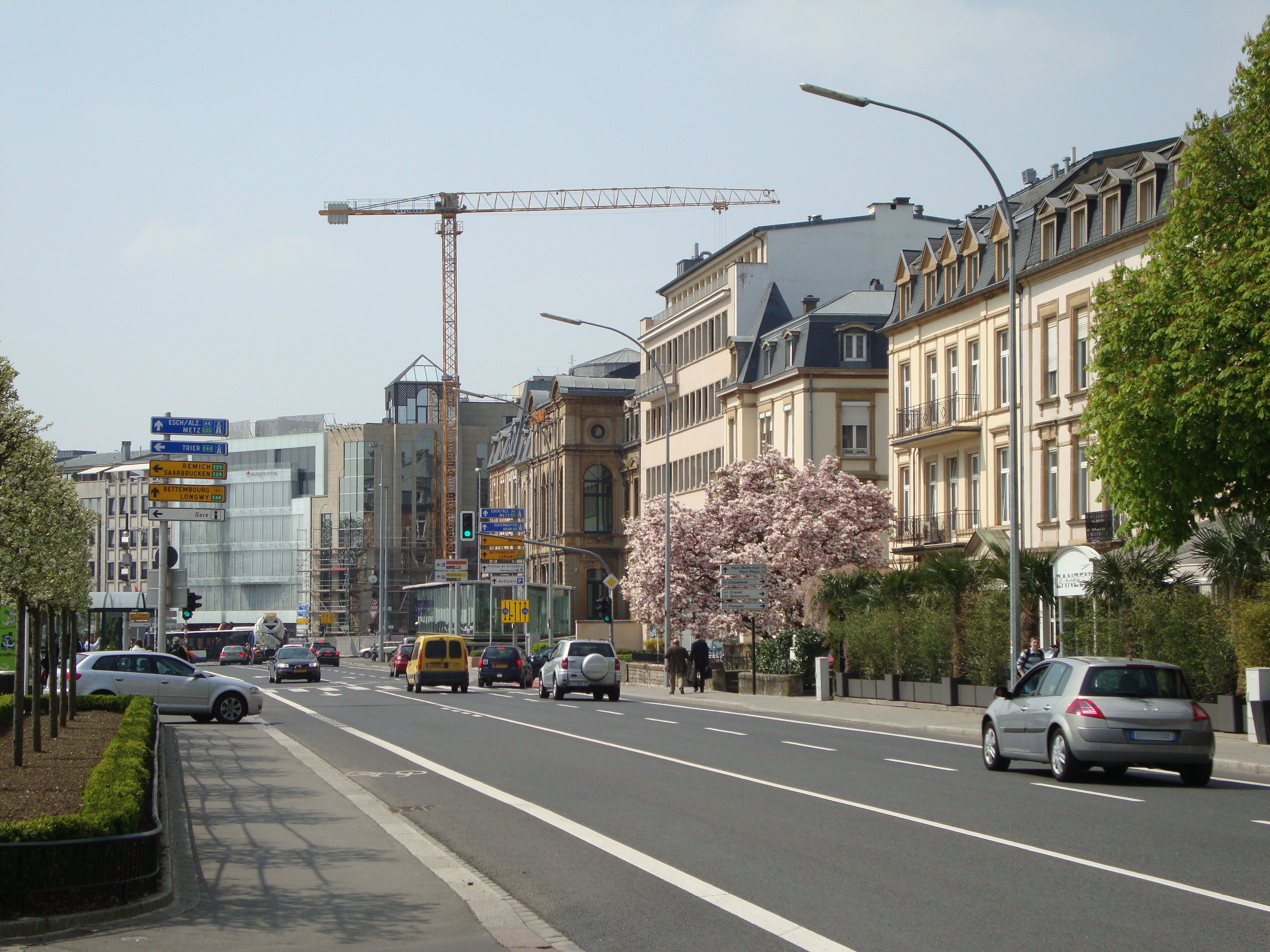
Die N50 als Bvd F.D.Roosevelt im Stadtviertel Gare…
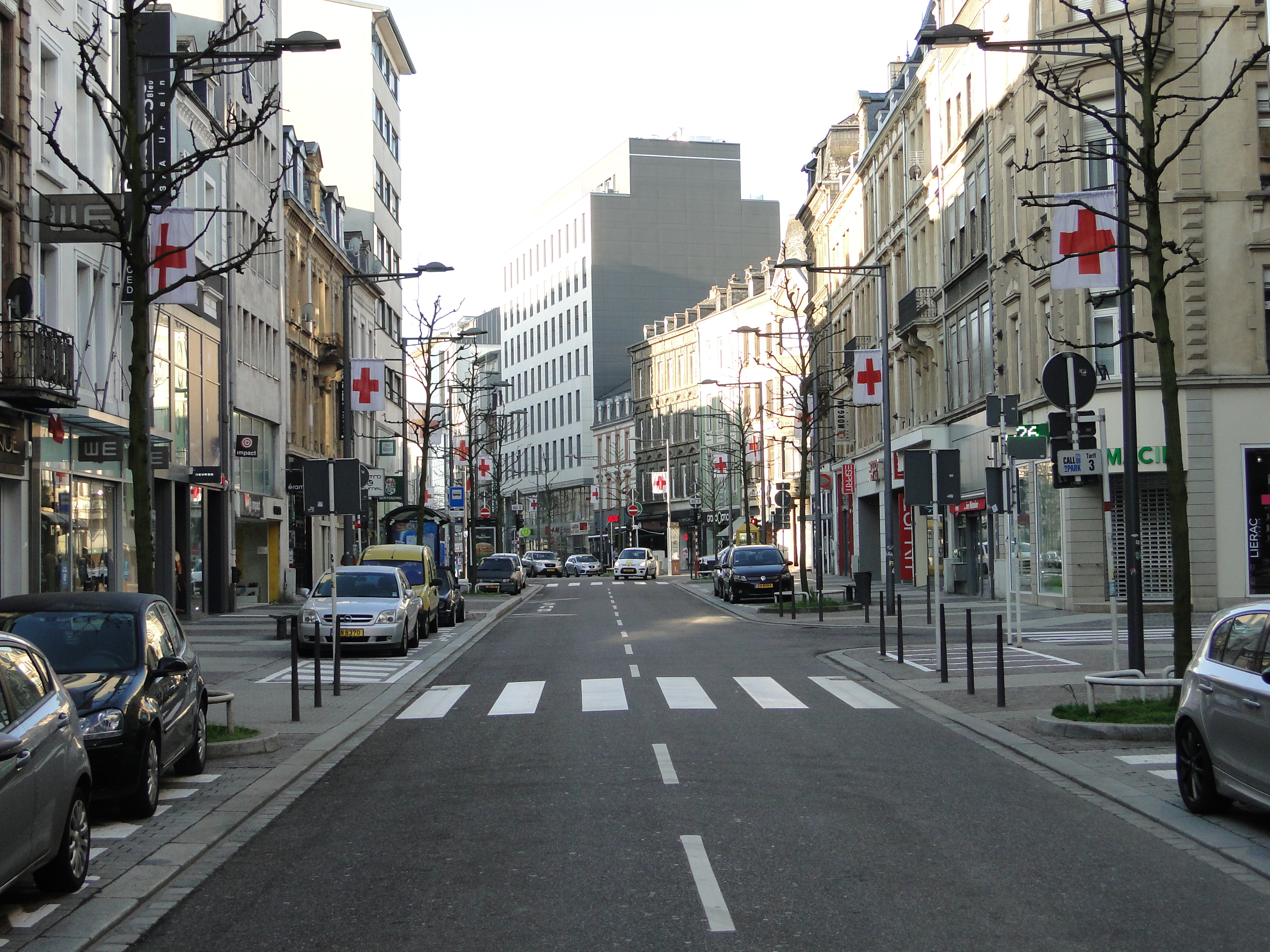
Weiterer Verlauf als Avenue de la Gare (Al Avenue)